# Helge Rønning

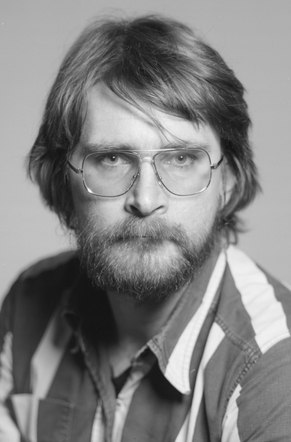
Helge Rønning.

Helge Rønning, född den 1 september 1943 i Oslo, är en norsk litteratur- och medieforskare.
Rønning blev mag.art. 1971, och är sedan 1987 professor vid Institutt for medier og kommunikasjon vid Universitetet i Oslo. Han är aktiv som forskare på ett flertal områden, såsom afrikansk samtidslitteratur, Frankfurtskolans filosofi, Henrik Ibsen, europeisk modernism och tv-mediets ställning i dag. Han har aktivt deltagit i samhällsdebatten och var en centralfigur i 1970-talets litterära strider. Åren 1969–1973 var han redaktör för vänstertidskriften Kontrast. Mellan 1979 och 1988 var han redaktör för tidskriften Samtiden, och mellan 1994 och 1997 ledde han Norsk faglitterær forfatter- og oversetterforening.
Av hans böcker kan nämnas Moderne afrikanske fortellere (1971), Linjer i norsk prosa (red., 1977), Samtaler i Samtiden (1990) och Den umulige friheten. Henrik Ibsen og moderniteten (2006). Han var huvudförfattare till band 7 av den nordiska samproduktionen Världens litteraturhistoria (1994, red. Hans Hertel).